# Charles Bathurst, 1. Viscount Bledisloe

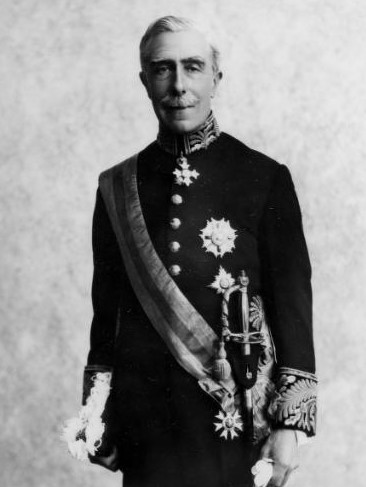
Charles Bathurst, 1. Viscount Bledisloe

Wappen von Charles Bathurst

Charles Bathurst, 1. Viscount Bledisloe, GCMG, KBE, PC (* 21. September 1867 in London; † 3. Juli 1958 in Lydney in Gloucestershire) war ein britischer Politiker der Conservative Party und von 1930 bis 1935 Generalgouverneur von Neuseeland und vertrat damit das Staatsoberhaupt Georg V.

## Frühes Leben
Bathurst erhielt seine Schulbildung an der Sherborne School am Eton College und am University College in Oxford, dort studierte er Jura und graduierte 1890 mit dem BA.

## Parlamentsabgeordneter
Bathurst arbeitete als Barrister und Conveyancer (auf Immobilientransaktionen spezialisierter Jurist). Bei den Wahlen 1910 zog er für die Conservative Party für den Wahlbezirk Wilton der Grafschaft Wiltshire ins Parlament ein. Er fungierte dort als Parliamentary Secretary to the Ministry of Food. 1917 wurde er zum Knight Commander des Order of the British Empire (KBE) ernannt und als Baron Bledisloe, of Lydney in the County of Gloucester, in die Peerage aufgenommen. Sein Motto war „Tien ta foy“.
Er blieb bis 1928 Abgeordneter und war hier ab 1924 Parliamentssekretär des Ministeriums für Landwirtschaft und Fischerei. Ab 1926 war er Mitglied des Privy Council.

## Generalgouverneur von Neuseeland
1928 verließ Lord Bledisloe das Parlament und wurde zum Knight Grand Cross des Order of St. Michael and St. George ernannt. Er wurde zum Generalgouverneur von Neuseeland ernannt. Dieses Amt hatte er von 19. März 1930 bis 15. März 1935 unter König Georg V. inne.
Bledisloe war in Neuseeland beliebt und angesehen. Vor allem sein Sinn für soziale Belange in der Zeit der Großen Depression wurde anerkannt. So bestand er darauf, dass auch sein Gehalt gekürzt werde, als dies mit den Gehältern der öffentlichen Bediensteten erfolgte.
Bledisloe trug auch zur Verbesserung der Beziehungen zwischen europäischen Siedlern (Pākehā) und den Māori bei. Er kaufte aus privaten Mitteln das Grundstück, auf dem der Vertrag von Waitangi unterzeichnet wurde und schenkte es der Nation als Gedenkstätte. 1934 wurde das Gelände als National Reserve unter Schutz gestellt. Die zu diesem Anlass veranstaltete Zeremonie zog Tausende Besucher an – Māori und Pākehā. Bledisloe interessierte sich für die Gedenkstätte auch nach seiner Rückkehr nach England. Bledisloe trug auch zur Anerkennung des Māori King Movement bei und war mit König Korokī Mahuta und der Māoriführerin und Prinzessin Te Puea Hērangi befreundet.
Bledisloe stiftete für verschiedene Anlässe Preise. Der bekannteste davon ist der 1931 gestiftete und bis heute jährlich ausgetragene Bledisloe Cup für den Rugby-Union-Wettbewerb zwischen Neuseeland und Australien.

## Späteres Leben
Nach seiner Rückkehr nach England wurde er 1935 zum Viscount Bledisloe, of Lydney in the County of Gloucester, erhoben. Er war in einer Reihe von Komitees und Räten tätig und erhielt Ehrendoktorwürden der Universitäten Bristol, Edinburgh und Oxford. Er war Fellow des University College Oxford.
Lord Bledisloe starb im Alter von 90 Jahren am 3. Juli 1958 in Lyndley. Den Titel des Viscount Bledisloe erbte sein ältester Sohn, Benjamin Ludlow Bathurst.
Bledisloe war Freimaurer. Während seiner Amtszeit als Generalgouverneur war er 1930–1933 Großmeister der Großloge von Neuseeland.

## Sport
Bei der Gründung des Lydney Rugby Football Club 1888 wurde Charles Bathurst gebeten, diesem vorzustehen. Er war für über 70 Jahre bis zu seinem Tod Präsident des Clubs. Sein Nachfolger wurde sein Sohn Benjamin Ludlow Bathurst. Der Bledisloe Cup und der Sportplatz Bledisloe Park sind nach ihm benannt.

## Ehrungen
- 1917 Knight Commander des Order of the British Empire (KBE)
- 1917 Erhebung zum Baron
- 1926 Mitglied des Privy Council
- 1928 Knight Grand Cross des Order of St. Michael and St. George (GCMG)
- 1935 Knight des Order of Saint John (KStJ)
- 1935 Erhebung zum Viscount
- Ehrendoktor der Universitäten Bristol, Edinburgh und Oxford